# CGG
CGG SA er en fransk geovidenskabs-teknologi servicevirksomhed, der er specialiseret i naturressource, miljø og infrastruktur. Virksomheden blev etableret i 1931 af Conrad Schlumberger og har hovedkvarter i Massy, Paris.